# 玄海國定公園
玄海國定公園，是位在日本福岡縣、佐賀縣、長崎縣的國定公園。1956年6月1日指定。總面積10,158ha。

## 主要景點
- 虹之松原
- 三里松原
- 古賀之松原
- 生之松原
- 幣之松原
- 志賀島
- 芥屋大門

## 關連市町村
- 福岡縣 - 北九州市、蘆屋町、岡垣町、宗像市、福津市、新宮町、福岡市、糸島市
- 佐賀縣 - 唐津市、伊萬里市、玄海町
- 長崎縣 - 松浦市

## 關連項目
- 國定公園
- 玄界灘

## 外部連結
- （日語）玄海國定公園 （页面存档备份，存于）